# Gérard Verstraete
Gérard Verstraete est un footballeur français né le 11 janvier 1952 à Saint-Pierre-lès-Nemours (Seine-et-Marne) et mort le 30 décembre 2014 à Fontainebleau.

## Biographie
Formé à Fontainebleau, cet organisateur précis et clairvoyant joue principalement à Valenciennes.
Au total, il dispute 173 matchs en première division et 157 matchs en deuxième division.

## Carrière de joueur
- avant 1970 :  Entente Bagneaux-Fontainebleau-Nemours
- 1970-1977 :  US Valenciennes-Anzin
- 1977-1978 :  Troyes AF
- 1978-1979 :  RC Lens
- 1979-1980 :  SÉC Bastia
- 1980-1981 :  Olympique avignonnais
- 1981-1983 :  FCAS Grenoble
- 1983-1984 :  SC Toulon
- 1984-1988 :  Hyères FC[3]

## Palmarès
- Champion de France D2 en 1972 avec l'US Valenciennes Anzin